# هارون توماس
هارون توماس (6 مايو 1985 في المملكة المتحدة - ) (بالإنجليزية: Aaron Thomas)‏ هو لاعب كريكت بريطاني. لعب مع نادي مقاطعة نوتنغهامشير للكريكت ‏.